# Toni Kuivasto
Toni Kuivasto (Tampere, Finlandia, 31 de diciembre de 1975), fue un futbolista finlandés. Se desempeñaba como defensa y ha sido 75 veces internacional con la selección de fútbol de Finlandia.

## Clubes
| Club           | País      | Año         | Partidos | Goles |
| FC Ilves       | Finlandia | 1992 - 1996 | 77       | 5     |
| MyPa           | Finlandia | 1997 - 1998 | 46       | 2     |
| HJK Helsinki   | Finlandia | 1999 - 2000 | 60       | 2     |
| Viking FK      | Noruega   | 2001 - 2003 | 62       | 4     |
| Djurgårdens IF | Suecia    | 2003 - 2009 | 165      | 7     |
| FC Haka        | Finlandia | 2009 - 2010 | 21       | 0     |

## Palmarés
HJK Helsinki
- Copa de Finlandia: 2000

Djurgårdens IF
- Allsvenskan: 2004-05
- Copa de Suecia: 2004, 2005

- Datos: Q555141